# Фабріка
Фабріка (рум. Fabrica) — село у повіті Селаж в Румунії. Входить до складу комуни Гирбоу.
Село розташоване на відстані 371 км на північний захід від Бухареста, 26 км на схід від Залеу, 49 км на північ від Клуж-Напоки.

## Населення
За даними перепису населення 2002 року у селі проживали 107 осіб, усі — румуни. Усі жителі села рідною мовою назвали румунську.